# Mszana
Mszana ist ein Dorf im Powiat Wodzisławski der Woiwodschaft Schlesien in Polen. Es ist Sitz der gleichnamigen Landgemeinde mit 7684 Einwohnern (Stand 31. Dezember 2020).

## Geographie
Mszana liegt auf dem südöstlichen Teil des Rybnik Plateau, 48 km südwestlich von Kattowitz und 5 km südöstlich der Kreisstadt Wodzisław Śląski. Im Ort mündet der kleine Fluss Mszanka in die Szotkówka.

## Geschichte
Die erste schriftliche Erwähnung stammt aus dem Jahr 1305. 1447 wird erstmals eine Kirche im Dorf erwähnt. Im Jahr 1855 hatte das Dorf 757 Einwohner.
Von 1975 bis 1998 gehörte das Dorf zur Woiwodschaft Kattowitz.

## Politik

### Gemeindevorsteher
An der Spitze der Gemeindeverwaltung steht der Gemeindevorsteher. Derzeit ist dies Mirosław Szymanek, der für das Wahlkomitee „Wir bauen die Zukunft der Gemeinde auf“ antritt. Die turnusmäßige Wahl im Oktober 2018 führte zu folgendem Ergebnis.
- Mirosław Szymanek (Wahlkomitee „Wir bauen die Zukunft der Gemeinde auf“) 79,9 % der Stimmen
- Piotr Kucera (Prawo i Sprawiedliwość) 20,1 % der Stimmen

Damit wurde Szymanek bereits im ersten Wahlgang als Gemeindevorsteher wiedergewählt.

### Gemeinderat
Der Gemeinderat besteht aus 15 Mitgliedern und wird von der Bevölkerung direkt in Einpersonenwahlkreisen gewählt. Die Gemeinderatswahl 2018 führte zu folgendem Ergebnis:
- Wahlkomitee „Wir bauen die Zukunft der Gemeinde auf“ 64,9 % der Stimmen, 14 Sitze
- Prawo i Sprawiedliwość (PiS) 34,2 % der Stimmen, 1 Sitz
- Schlesische Regionalpartei 0,9 % der Stimmen, kein Sitz

### Wappen
Das heutige Wappen wird seit dem Jahr 2000 geführt. Es setzt sich aus drei Teilen zusammen. Jedes dieses Teil steht für ein Sołectwo (Schulzenamt) für Mszana steht die Glocke, für Połomia steht das Herz und für Gogołowa steht der Baum.

### Partnerschaften
- Stěbořice, Tschechien
- Krynki, Polen
- Griesstätt, Deutschland

## Gemeinde

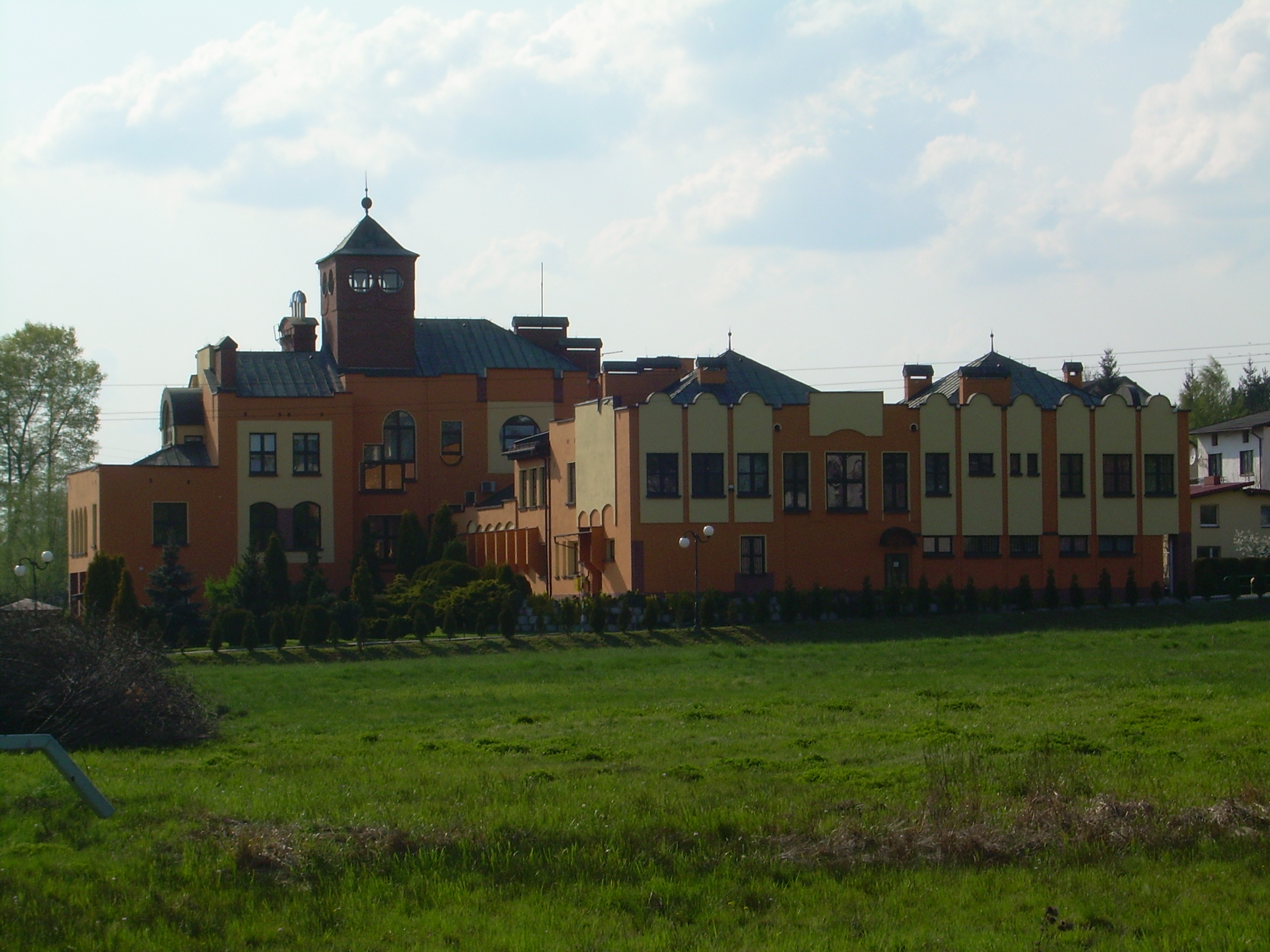
Gemeindeamt Mszana

Zur Landgemeinde (gmina wiejska) Mszana mit einer Fläche von 31,3 km² gehören das Dorf selbst und zwei weitere Dörfer mit Schulzenämtern (sołectwa).

## Wirtschaft und Verkehr
Durch die Gemeinde verlaufen die Woiwodschaftsstraße DW930 und DW933. Von 2008 bis 2012 wurde die Autobahn A1 durch die Gemeinde gebaut, die hier eine Anschlussstelle und die Autobahnbrücke Mszana aufweist, die gegenwärtig breiteste Extradosed-Brücke der Welt.